# Extended boot record
Pour les articles homonymes, voir EBR.

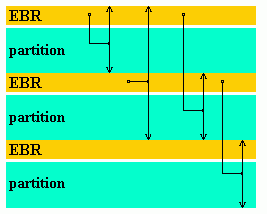
Schéma de principe des EBR

L’extended boot record (EBR) est une structure située en tête d’une partition logique, sur le disque dur d’un PC.
Son contenu n'est pas identique à celui du MBR bien qu'elle lui ressemble dans la partie du MBR qui décrit jusqu'à quatre partitions.
Le premier descripteur décrit une partition contenue dans l'espace des partitions logiques.
Les EBR sont chaînées. Si la deuxième entrée est non nulle, elle pointe sur le prochain EBR.
Les deux derniers descripteurs restent inutilisés.